# Alicia Heegewaldt
Alicia Heegewaldt es una extenista chilena, una de las más destacadas en la era aficionada, junto con Anita Lizana, Margarita Bender, María Tort y Carmen Ibarra, participantes en torneos de Grand Slam.